# Geschichte der Funktechnik
Die Geschichte der Funktechnik, also der drahtlosen Telekommunikation mithilfe von elektromagnetischen Wellen, begann gegen Ende des 19. Jahrhunderts, nachdem der schottische Physiker James Clerk Maxwell (1831–1879) im Jahr 1864 deren Existenz vorausgesagt hatte und Heinrich Hertz (1857–1894) diese am 13. November 1886 zum ersten Mal im Experiment erzeugen und nachweisen konnte.

## Funktelegrafie

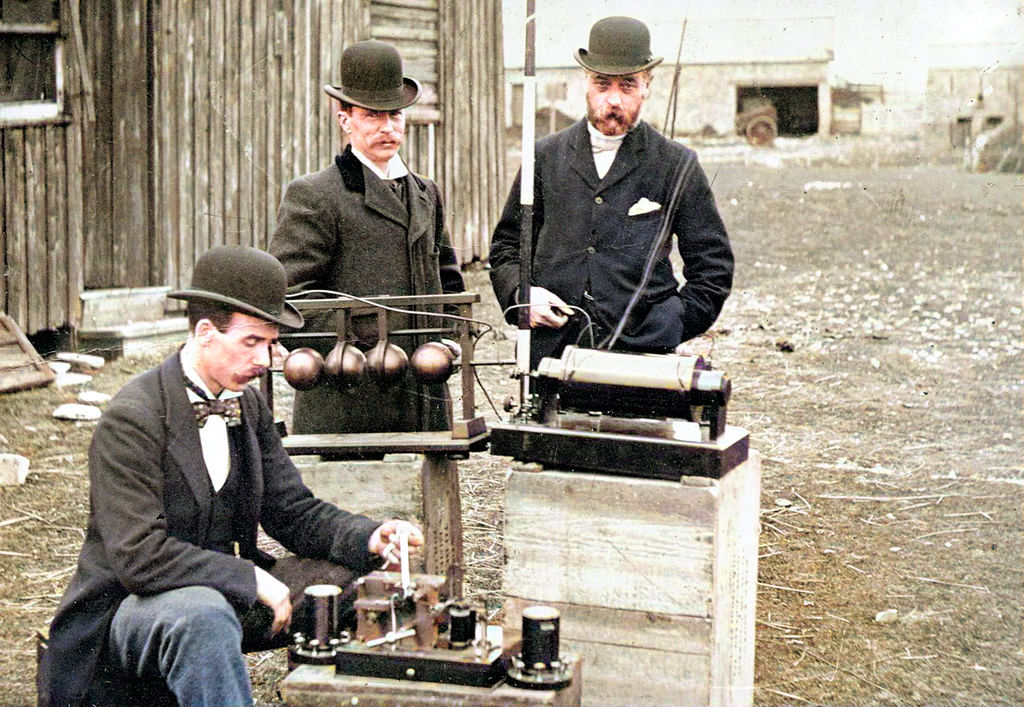
Britische GPO-Ingenieure mit Marconi-Technik am Bristolkanal (koloriertes Foto, Mai 1897)

Kurz darauf, etwa ab 1890, wurde die Funktechnik durch Funkpioniere wie Alexander Popow (1859–1906), Roberto Landell (1861–1928) und Guglielmo Marconi (1874–1937) weiter vorangetrieben. Dabei beschränkte man sich zunächst auf die Übertragung von Morsezeichen, so wie es die rund fünfzig Jahre zuvor, seit 1844 (siehe auch: Telegrafenlinie Baltimore–Washington) bei der kabelgebundenen elektrischen Telegrafie weltweit üblich war. In Deutschland waren es zunächst vor allem Physiker oder Elektrotechniker wie Adolf Slaby (1849–1913), Ferdinand Braun (1850–1918) und Graf Arco (1869–1940), die den Stand der Technik aufgriffen und weiterentwickelten. Dabei gelang es, immer größere Entfernungen drahtlos zu überbrücken:
- 1896 – ¼ km – Popow funkt „ГЕНРИХ ГЕРTЦ“ (Heinrich Hertz)[3]
- 1897 – 5 km – erste Funksendung über offenes Meer
- 1897 – 21 km – nahe Berlin
- 1898 – erstes bezahltes Funktelegramm (FT) von der Isle of Wight nach Bournemouth
- 1898 – 60 km – von Berlin nach Jüterbog
- 1901 – mögliche, aber unbewiesene erste Atlantiküberbrückung
- 1903 – 3425 km – bestätigte Transatlantikübertragung von Poldhu nach Signal Hill (Neufundland)

Im Jahr 1909 erhielten Braun und Marconi „als Anerkennung ihrer Verdienste um die Entwicklung der drahtlosen Telegraphie“ den Nobelpreis für Physik.

## Amateurfunk

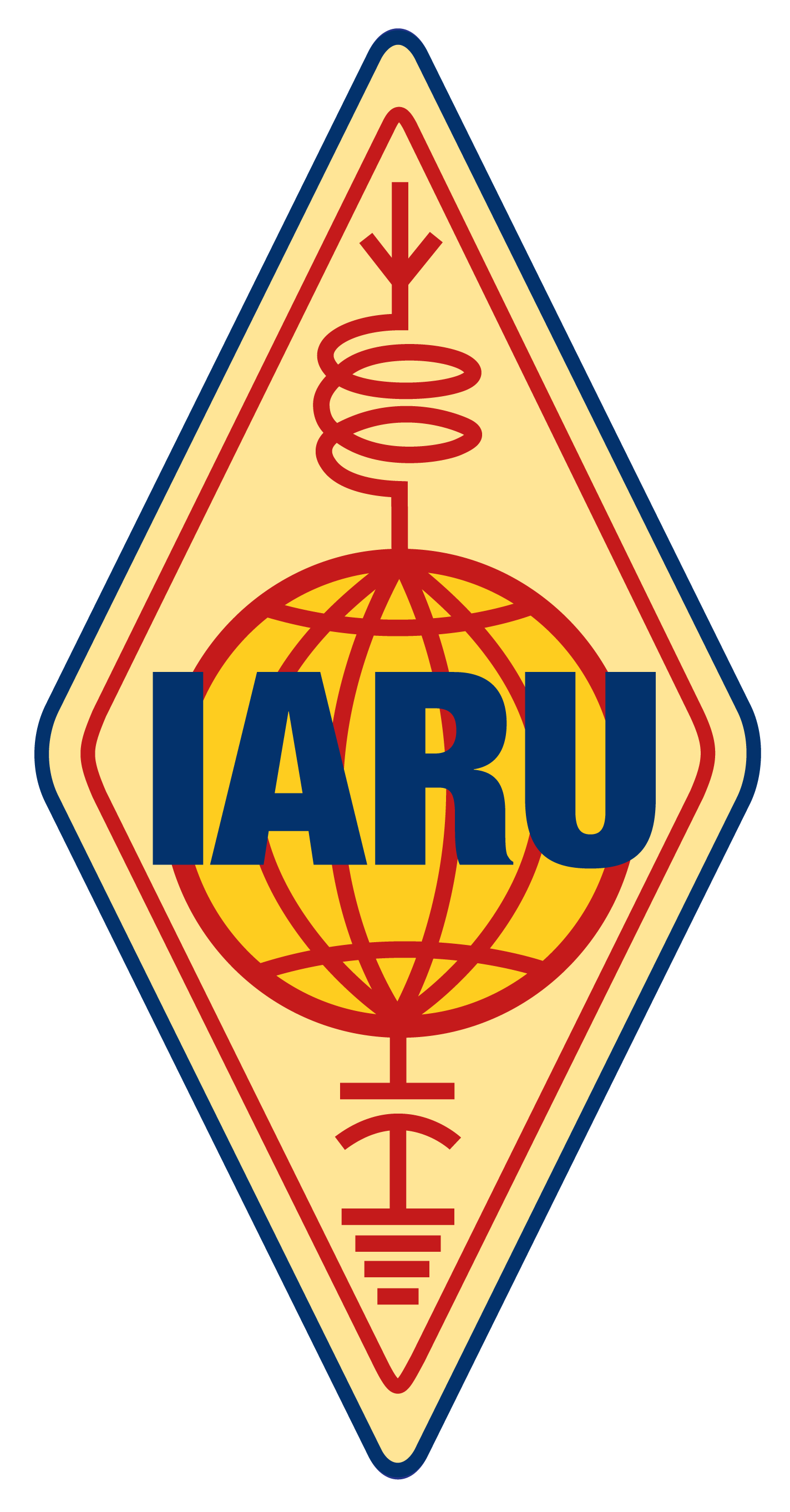
Logo der IARU

Während im Deutschen Kaiserreich (1871–1918) der private Betrieb von Sendern oder Empfängern, egal ob kabelgebunden oder drahtlos, grundsätzlich verboten war, durfte beispielsweise in den Vereinigten Staaten jedermann frei senden und empfangen. Dies führte dort zu einem enormen Aufschwung der neuen Technik. Bereits am 16. April 1914, also noch vor dem Ersten Weltkrieg wurde die American Radio Relay League (ARRL), der erste nationale Amateurfunkverband der Welt, durch Hiram Percy Maxim (1869–1936) gegründet. Er gilt als The Father of Amateur Radio (deutsch „Vater des Amateurfunks“).
Dagegen blieb die „Funkhoheit“ selbst nach dem Ersten Weltkrieg, während der ersten Jahre der jungen Weimarer Republik (1918–1933), beim deutschen Staat. Bis 1922 war es Privatpersonen hier verboten, Funksendungen zu empfangen, vom Senden ganz zu schweigen. Dies änderte sich erst 1923 mit Beginn des Hörfunks in Deutschland (siehe unten) und 1924 mit der Audionversuchserlaubnis (siehe auch: Geschichte der Amateurfunkrufzeichen in Deutschland nach dem Ersten Weltkrieg). Kurz danach, am 18. April 1925 wurde in Paris die International Amateur Radio Union (IARU) als internationaler Dachverband der nationalen Amateurfunkverbände gegründet.
Funkamateure trugen auch zur Weiterentwicklung der professionellen Funktechnik bei. Dazu gehörten die beiden Amateurfunkpioniere Léon Deloy (1894–1969) und Fred Schnell (1890–1957), denen es im November 1923 zum ersten Mal gelang, den Atlantik mithilfe von Kurzwellen zu überbrücken. Überraschend für alle Welt, insbesondere auch für die „Funk-Profis“, war, dass ein „schlappes“ halbes Kilowatt (500 W) und relativ kompakte und kostengünstige Hochfrequenztechnik ausreichten, um drahtlose Fernverbindungen zu etablieren – eine neue Erkenntnis, die anschließend die professionelle Funktechnik revolutionierte. Diese hatte sich inzwischen bereits in weitere Teilgebiete aufgespalten. Zum ursprünglichen Nachrichtenaustausch zwischen zwei Teilnehmern, also der bidirektionalen Kommunikation kamen neue Medien hinzu.

## Hörfunk

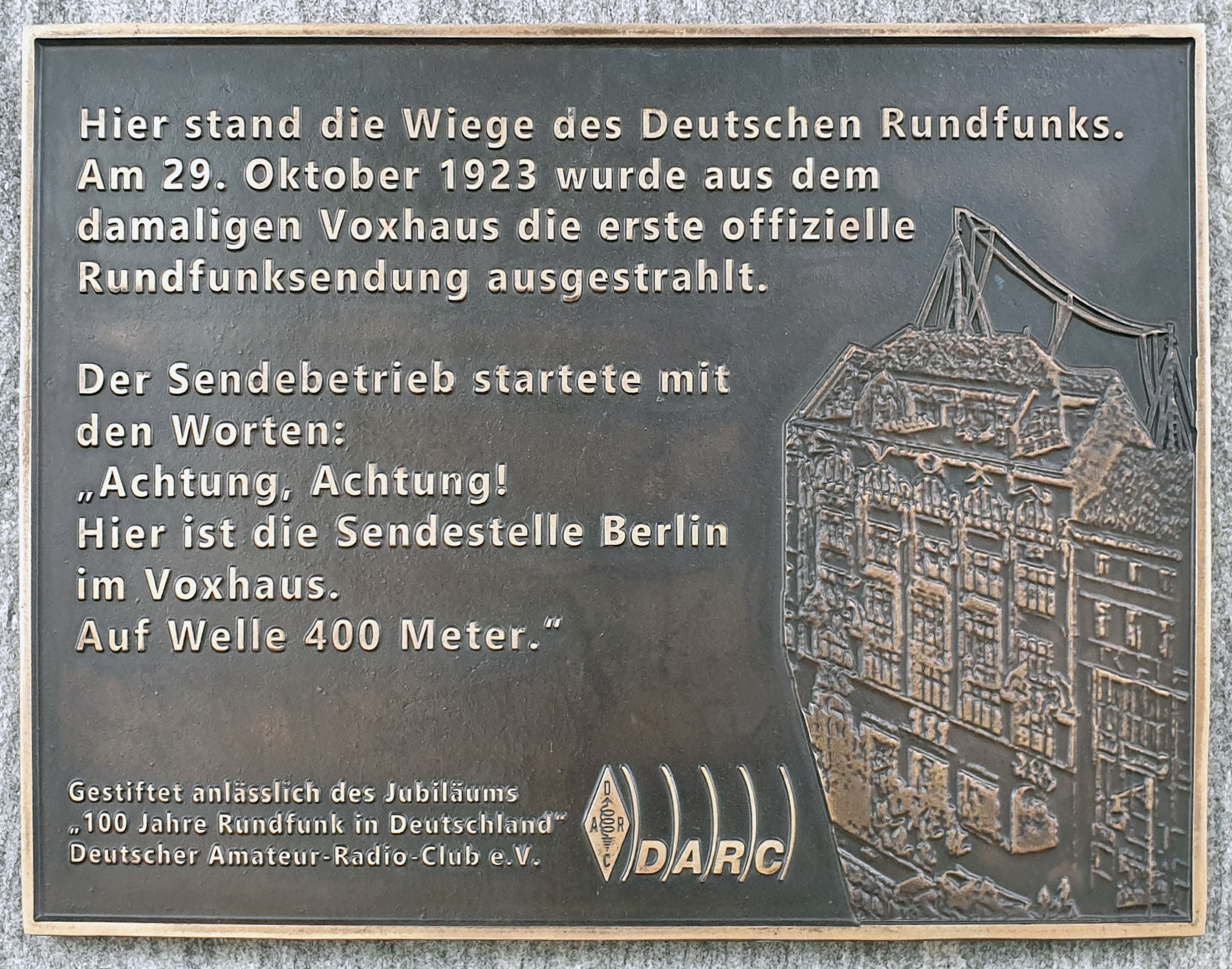
Gedenktafel zum 29. Oktober 1923

Als Geburtsstunde des Rundfunks in Deutschland gilt der 29. Oktober 1923. Dieser war das erste unidirektionale Medium der Funkgeschichte und bestand aus Toninformationen „auf drahtlos-telefonischem Wege“, also hauptsächlich aus Sprache und Musik. Mit anderen Worten, es handelte sich um Hörfunk, allgemein auch als das Radio bezeichnet.

## Fernsehen
Im Jahr 1932 begannen die ersten Versuchssendungen der Deutschen Reichspost zur Übertragung von bewegten Bildern und damit der Fernsehfunk in Deutschland.

## Mobiltelefon
Die Geschichte des Mobiltelefons begann in den 1920er-Jahren mit dem Zugpostfunk der Deutschen Reichsbahn und führte über zunächst noch klobige Geräte in der zweiten Hälfte des 20. Jahrhunderts und dem bekannten Handy zu den heutigen modernen Smartphones, deren technische Entwicklung sicher noch nicht abgeschlossen ist.